# Reserva natural Bajo Cauca-Nechí
La Reserva Natural Bajo Cauca-Nechí se encuentra entre los municipios de Anorí, Cáceres, Caucasia y Zaragoza en el departamento de Antioquia, Colombia. Tiene una superficie de 79.557 has.
Esta Reserva, es una importante estrella hidrográfica. Posee flora y fauna bien conservada.  Existen extensas masas boscosas aún sin intervenir que albergan gran cantidad de fauna entre las que se encuentran algunas especies desconocidas para la ciencia. Ecosistema tropical identificado como un refugio pleistocénico de Sudamérica.
En la Reserva, en jurisdicción de Anorí y varios municipios más, se viene desarrollando un subproyecto que consiste en incentivar a las familias que conservan los bosques naturales en buen estado. Hasta el momento se han beneficiado 40 familias y se conservan 800 hectáreas de bosque. Este proceso ha sido acompañado por acciones de educación ambiental y capacitación, para que los campesinos no solo sean conscientes de la protección de los bosques, sino que contribuyan a identificar las especies maderables más importantes, sus épocas de recolección y el tratamiento de sus semillas, bien sea para la venta o para la reforestación de la zona.
De otro lado, se han realizado investigaciones en el conocimiento de la flora y la fauna y en la identificación y uso de productos no maderables del bosque.

## Acceso
A escasas horas de Anorí o por Caceres se puede acceder a la Reserva por la carretera que conduce a Medellín y a Caucasia. La distancia es de 72 km y el tiempo de duración es de 1 hora 15 minutos aproximadamente. Luego de Yarumal, por la vía a Campamento o , se pasa por este y después se llega al centro urbano de dicho municipio y al centro administrativo.
La sede en el municipio de Caceres y Anorí es la que se encuentra abierta para el servicio. Allí se ingresa por la vía Caucasia-Medellín, Caceres o Yarumal, Anorí. La distancia aproximada es de 130 km y el tiempo de desplazamiento es de 3 horas desde Caceres.

## Descripción
Tiene 79.557 ha, y está situado entre los 300 y los 1950 m s. n. m. Su temperatura media oscila entre 28 y 18 °C.

### Geología
La Reserva Natural se compone de 3 grandes grupos de paisajes, originados ante la vegetación, la meteorización y la sedimentación causados por los ríos y las lluvias. Estos paisajes son las llanuras aluviales, las zona premontana y la Montañosa. Estos paisajes se diferencian entre sí no solo en su suelo sino también en su ecología.
Los suelos de la reserva son muy fértiles y altos en nutrientes, debido a la alta vertiente y al arrastre de materiales que de los mismos realizan los caudalosos ríos que atraviesan esta zona.

### Hidrografía
La reserva hace parte de 2 cuencas: la del río Nechí, que desemboca en el Cauca y la del río Cauca. Debido a la alta pluviosidad y altura de la región, se han originado lagunas temporales dentro de las cuencas de los ríos que atraviesan la reserva.

### Vegetación y flora
La Reserva Natural del Bajo Cauca-Nechí se caracteriza ante todo por una alta dominancia de bosques selváticos en la parte sur, mientras en la parte norte predomina más la vida arbustiva. La combinación de estos dos tipos de vegetación crea una gran diversidad de ecosistemas a pesar de la relativa uniformidad del terreno.
La reserva posee una gran diversidad de flora, propios. Los elementos florísticos reconocidos son los siguientes:
- Acanthella,
- Palmera de la Guayana (Arecaceae),
- Bromelia,
- Clidemia,
- Clusia,
- Drosera,
- Euphorbia,
- Fabácea (Fabaceae),
- Ochnaceae,
- Rapateaceae
- Rubiaceae,
- Theaceae,
- Xyridaceae,

### Fauna
El parque posee una gran variedad de animales silvestres, incluyendo aves, mamíferos, peces e insectos. Entre las aves se puede destacar: 
- Corocoro (Eudocimus ruber)
- Garcilla peinada (Pilherodius pileatus)
- Guacamaya (Ara)
- Guala cabecirroja (Cathartes aura)
- Halcones (Falconidae)
- Ibis de cara roja o Tapicuru (Phimosus infuscatus)
- Patos (Anatidae)
- Pájaros insectívoros (Tyrannidae)
- Pava amazónica (Penelope jacquacu)
- Picaflor (Trochilidae)
- Quinaquina (Deroptyus accipitrinus)
- Reinita (Coereba flaveola).

Mamíferos
- Armadillo (Dasypodidae)
- Chigüiro (Hydrochoerus hydrochaeris)
- Coatí (Nasua)
- Danta (Tapirus)
- Mono capuchino (Cebidae)
- Murciélago (Emballonuridae)
- Nutria gigante (Pteronura brasiliensis)
- Oso hormiguero (Tamandua)
- Tití amazónico (Callitrichinae)
- Tigrillo (Leopardus tigrinus)
- Venado colorado (Mazama americana)

Peces
- Bagre
- Bocachico
- Palometa
- Cachama
- Mojarra